# 博尔特竞技场

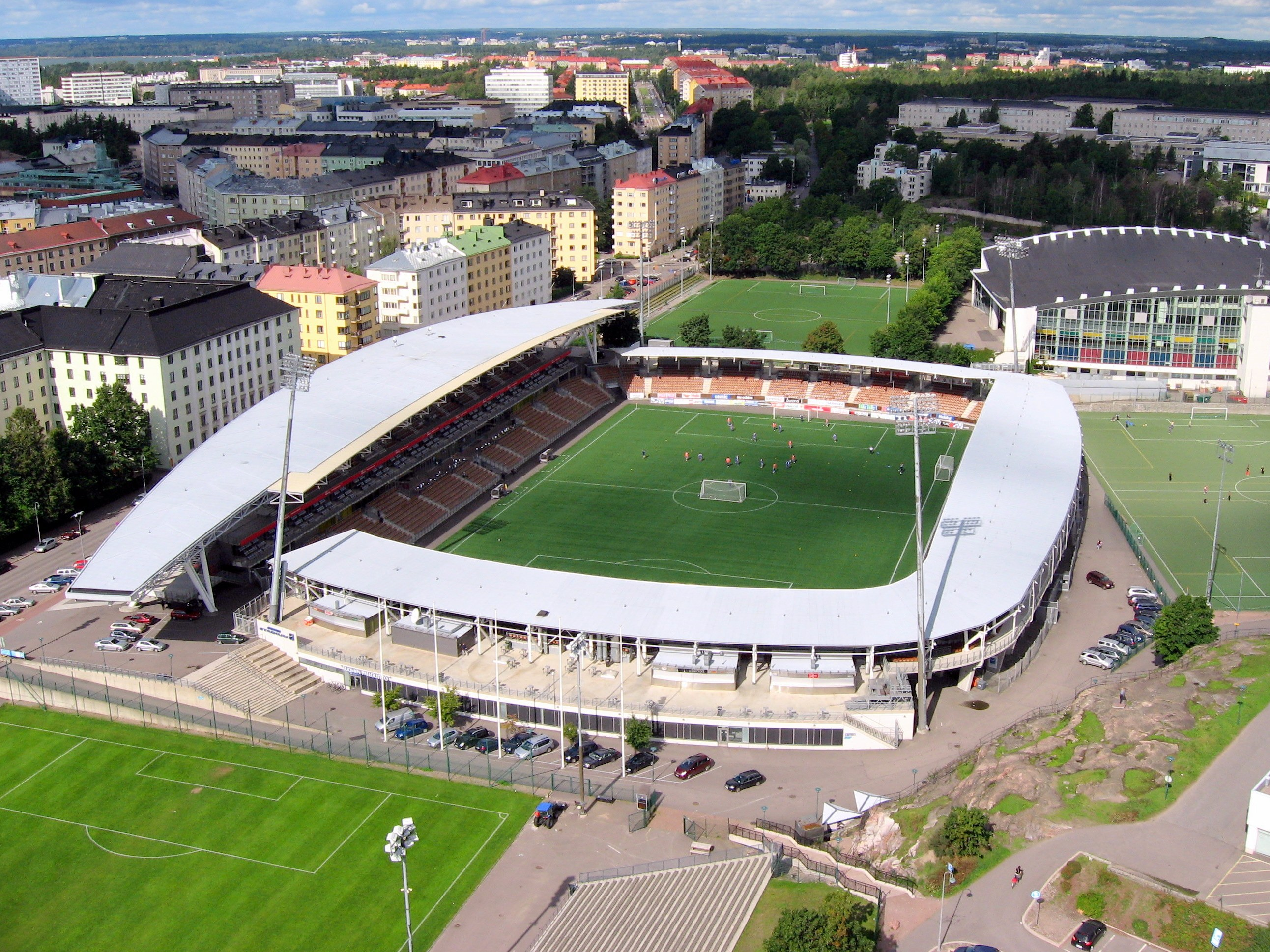
2008年时的博尔特竞技场（当时的商业冠名是芬航体育场）

蝶略足球场（芬蘭語：Töölön jalkapallostadion），商业赞助名为博尔特竞技场（芬蘭語：Bolt Arena，2020年1月之前为特里亚5G竞技场，2017年4月之前为索内拉体育场，2010年8月之前为芬航体育场），是位于芬兰赫尔辛基的一个足球运动场。现时是以一家劳动力雇佣公司Bolt.Works赞助冠名。